# Liviu Băjenaru
Liviu Dorin Băjenaru (* 6. Mai 1983 in Ploiești) ist ein rumänischer Fußballspieler. Er steht seit Sommer 2016 bei Juventus Bukarest unter Vertrag.

## Karriere
Băjenaru begann im Alter von zehn Jahren mit dem Fußballspielen bei Conpet Ploiești in seiner Heimatstadt. Nachdem er alle Jugendmannschaften durchlaufen hatte, schloss er sich im Jahr 2004 dem Lokalrivalen Petrolul Ploiești an. Dort kam er in der Divizia B in der Saison 2004/05 nur auf drei Einsätze, so dass er zu Conpet zurückkehrte, das in der Divizia C spielte. Anfang 2006 nahm er bei Dunărea Giurgiu einen neuerlichen Anlauf in der zweiten rumänischen Liga. Er kam in der Rückrunde 2006/07 zu 16 Einsätzen. Nach einem halben Jahr bei Dodu Bukarest in der dritten Liga nahm ihn Anfang 2008 Zweitligist FC Progresul Bukarest unter Vertrag. Auch hier konnte er sich als Stammspieler etablieren.
Anfang 2009 holte Gloria Bistrița Băjenaru in die Liga 1. Er konnte sich in der Spielzeit 2009/10 einen Stammplatz erkämpfen und sicherte sich mit seinem Klub den Klassenverbleib. Nachdem Gloria am Ende der Saison 2010/11 in die Liga II absteigen musste, verließ er den Klub und schloss sich Rekordmeister Steaua Bukarest an. Schon im August 2011 zog er jedoch zu Astra Ploiești weiter. Im Sommer 2012 heuerte er bei Ligakonkurrent Oțelul Galați an. Dort kam er in den beiden folgenden Spielzeiten nur noch unregelmäßig zum Einsatz. Im Sommer 2014 wechselte er zu CS Concordia Chiajna. Im März 2015 verließ er den Klub wieder und schloss sich Gaz Metan Mediaș an, nachdem er zuvor nur zu sechs Einsätzen gekommen war. Bei Gaz Metan kam er viermal zum Zuge und musste am Ende der Spielzeit 2014/15 absteigen. In der Liga II blieb er dem Klub erhalten und hatte seinen Anteil am Wiederaufstieg. Im Sommer 2016 wechselte er zu Zweitligist Juventus Bukarest. Von 2018 bis 2019 war er für Turris-Oltul Turnu Măgurele aktiv. Zur Saison 2019/20 wechselte Băjenaru zum Viertligisten Steaua Bukarest.

## Erfolge
- Aufstieg in die Liga 1: 2016